# Бабарыкино (Липецкая область)
Бабарыкино — железнодорожная станция в Становлянском районе Липецкой области России.
Входит в состав Лукьяновского сельсовета.

## География
Станция расположена рядом с федеральной автодорогой М4 Дон южнее административного центра Лукьяновского сельсовета — деревни Лукьяновка.

### Улицы
- ул. Железнодорожная
- ул. Заводская
- ул. Привокзальная
- ул. Садовая

## История
Станция была открыта в 1874 году.
Бабарыкино последовательно являлось станцией следующих железных дорог:
- до 1890 года — Ряжско-Вяземская железная дорога,
- до 1929 года — Сызрано-Вяземская железная дорога,
- до 1934 года — Московско-Курская железная дорога,
- до 1946 года — Московско-Донбасская железная дорога,
- до 1953 года — Елецкое отделение Московско-Донбасской железной дороги,
- до 1959 года — Елецкое отделение Московско-Курско-Донбасской железной дороги.

С 1 июля 2010 года входит в состав Елецкого отделения Юго-Восточной железной дороги.

## Население
| 2010 |
| ---- |
| 182  |